# Kolumna rektyfikacyjna

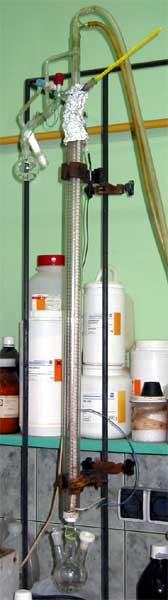
Laboratoryjna kolumna rektyfikacyjna z płaszczem elektrycznym

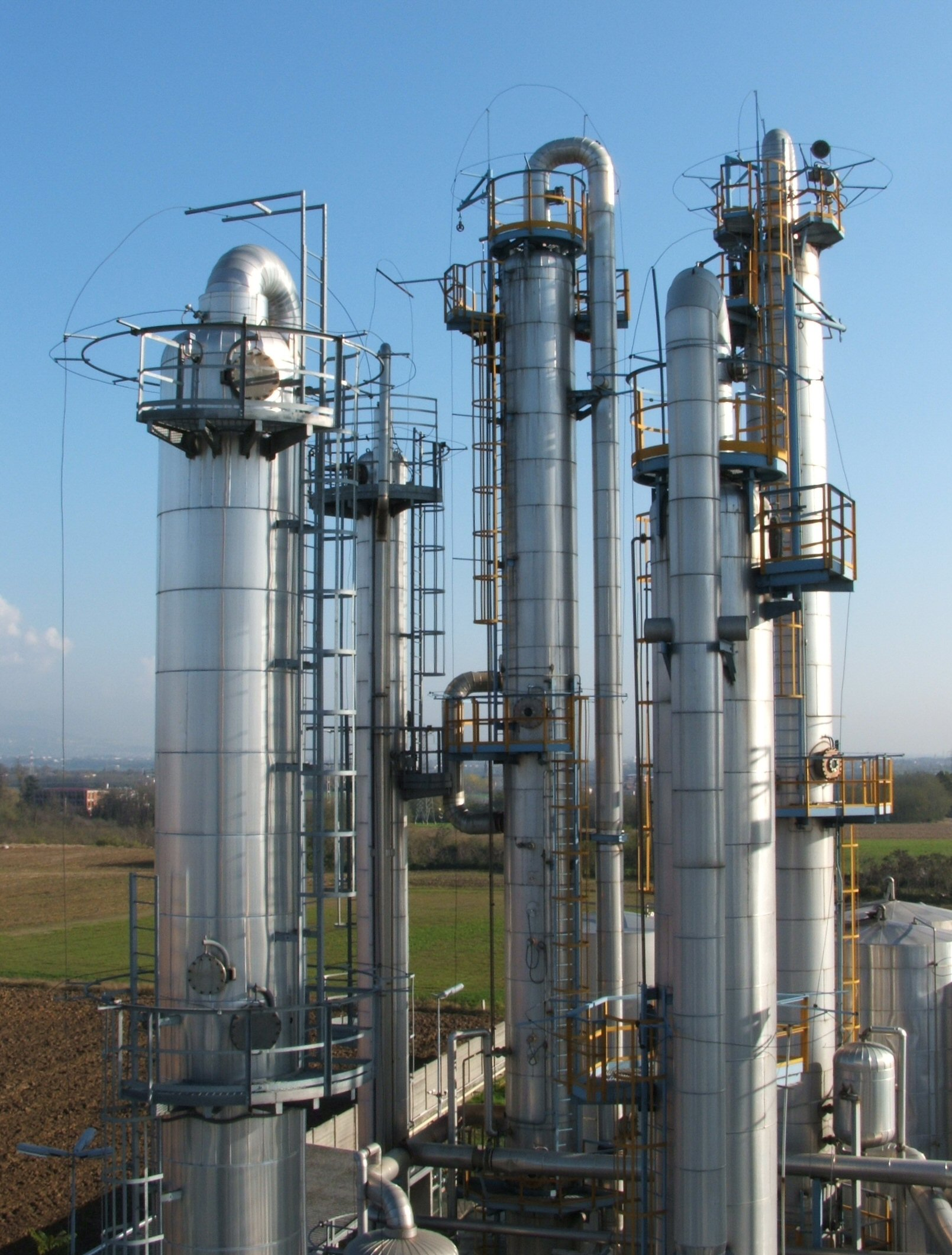
Kolumny rektyfikacyjne rafinerii ropy naftowej

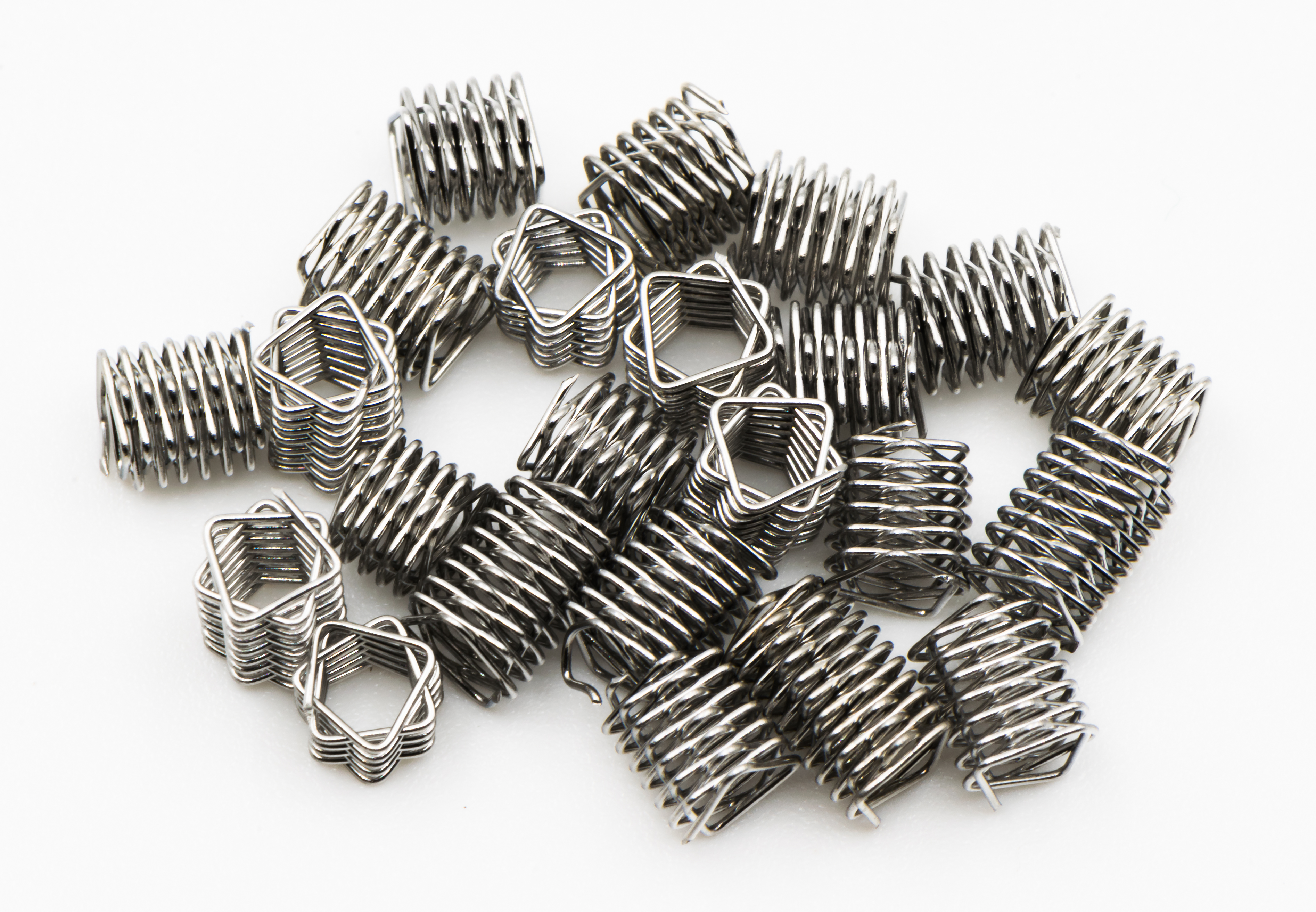
Wypełnienie kolumny w postaci stalowych sprężynek pryzmatycznych

Kolumna rektyfikacyjna – sprzęt laboratoryjny, a także urządzenie przemysłowe, stosowane np. na wielką skalę w rafineriach ropy naftowej, w kształcie pionowej rury (lub walca), w której zachodzi kaskadowy, wielopoziomowy proces rektyfikacji.

## Zasada działania
Na dole kolumny umieszcza się kolbę lub kadź (kocioł) z rektyfikowaną cieczą, a na jej górze głowicę lub deflegmator, których zadaniem jest częściowe zawracanie skraplanej cieczy (orosienia) z powrotem do kolumny, a częściowe kierowanie jej do odbieralnika.
Kolumny rektyfikacyjne działają zawsze w układzie przeciwprądowym. Z góry do dołu spływa, pod wpływem grawitacji, skroplona ciecz, zaś od dołu do góry podążają opary destylowanej mieszaniny, wskutek czego znajdują się one w stałym kontakcie z cieczą. Wewnątrz kolumny występują elementy konstrukcyjne, które dodatkowo zwiększają powierzchnię kontaktu cieczy z oparami. W najprostszym przypadku są to półki z wąskimi otworami. W teorii rektyfikacji przyjmuje się, że na jednym elemencie (półce) następuje pojedynczy akt destylacji, czyli odparowanie i ponowne skroplenie cieczy. W praktyce laboratoryjnej kolumny półkowe są stosowane rzadko. Zamiast półek używa się kształtek o skomplikowanych kształtach, którymi wypełnia się kolumny, lub też stosuje się wypustki wychodzące ze ściany kolumny do jej wnętrza.
Efektywność kolumn podaje się w jednostkach zwanych półkami teoretycznymi, które odpowiadają pojedynczym aktom odparowania i skroplenia w izotermicznych warunkach równowagowych. Jeśli kolumna ma na przykład 100 półek teoretycznych, oznacza to, że w jej wnętrzu następuje rozdział równy 100 aktom zwykłej destylacji równowagowej.
Na efektywność działania kolumny, oprócz wypełnienia, mają też wpływ warunki, w jakich odbywa się rektyfikacja: ciśnienie, temperatura i stosunek cieczy zawracanej do odbieranej. Im większy jest ten stosunek, tym lepszy rozdział. Jednak jego zwiększanie skutkuje też dłuższym czasem całego procesu i wzrostem jego kosztów. Najlepszy rozdział uzyskuje się przy zachowaniu identycznego ciśnienia i temperatury na całej długości kolumny. Temperaturę kontroluje się za pomocą tzw. płaszcza termicznego.

## Rodzaje kolumn
- Ze względu na rodzaj konstrukcji wewnętrznej wyróżnia się:
  - kolumny półkowe – stosowane głównie w dużej skali przemysłowej, w których instaluje się określoną potrzebami procesu liczbę półek o różnej konstrukcji, np. sitowych lub dzwonowych, zapewniających przepływ oparów z dołu do góry i przepływ cieczy z góry do dołu
  - kolumny z wypełnieniem – które są jednolicie wypełniane specjalnymi kształtkami (np: pierścieniami Raschiga), tak skonstruowanymi, aby zapewnić jak najmniejsze opory przepływu i jednocześnie jak największą powierzchnię kontaktu cieczy z oparami
  - kolumny Vigreux, z wypustkami wystającymi ze ścian kolumny i skierowanymi do środka kolumny.
- Ze względu na rodzaj płaszcza termicznego wyróżnia się:
  - kolumny chłodzone – w których płaszcz termiczny pełni rolę chłodnicy – chłodzenie jest najczęściej realizowane poprzez przeciwprądowe przepuszczanie zimnej wody przez płaszcz
  - kolumny grzane (taka jak na zdjęciu) – w których płaszcz termiczny pełni rolę podgrzewacza – najczęściej wykorzystuje się tutaj płaszcze elektryczne w postaci spiralnego uzwojenia z drutu oporowego
  - kolumny adiabatyczne – w których płaszcz grzejny stanowi izolację termiczną od otoczenia; najczęściej jest to rodzaj termosu – czyli płaszcza z warstwą próżni między kolumną i otoczeniem.
- Ze względu na sposób działania wyróżnia się[1]:
  - kolumny do destylacji okresowej
  - kolumny do destylacji ciągłej.